# Šuljam
Šuljam (izvirno srbsko Шуљам) je naselje v Srbiji, ki upravno spada pod Občino Sremska Mitrovica; slednja pa je del Sremskega upravnega okraja.

## Demografija
V naselju živi 589 polnoletnih prebivalcev, pri čemer je njihova povprečna starost 40,4 let (38,0 pri moških in 42,7 pri ženskah). Naselje ima 248 gospodinjstev, pri čemer je povprečno število članov na gospodinjstvo 3,00.
To naselje je, glede na rezultate popisa iz leta 2002, večinoma srbsko. 
|  |

| Demografija | Demografija     | Demografija     |
| Leto        | Št. prebivalcev | Št. prebivalcev |
| ----------- | --------------- | --------------- |
|             |                 |                 |
|             |                 |                 |
|             |                 |                 |
|             |                 |                 |
| 1948        | 802             |                 |
| 1953        | 810             |                 |
| 1961        | 952             |                 |
| 1971        | 863             |                 |
| 1981        | 777             |                 |
| 1991        | 741             | 720             |
| 2002        | 774             | 744             |
|             |                 |                 |

| Etnična sestava po popisu iz leta 2002 | Etnična sestava po popisu iz leta 2002 | Etnična sestava po popisu iz leta 2002 | Etnična sestava po popisu iz leta 2002 | Etnična sestava po popisu iz leta 2002 |
| -------------------------------------- | -------------------------------------- | -------------------------------------- | -------------------------------------- | -------------------------------------- |
| Srbi                                   | Srbi                                   |                                        | 713                                    | 95,83%                                 |
| Hrvati                                 | Hrvati                                 |                                        | 4                                      | 0,53%                                  |
| Rusini                                 | Rusini                                 |                                        | 4                                      | 0,53%                                  |
| Romi                                   | Romi                                   |                                        | 3                                      | 0,40%                                  |
| Ukrajinci                              | Ukrajinci                              |                                        | 1                                      | 0,13%                                  |
| Jugoslovani                            | Jugoslovani                            |                                        | 1                                      | 0,13%                                  |
| Neznano                                | Neznano                                |                                        | 8                                      | 1,07%                                  |